# Роберт Керр, 2-й граф Лотиан
Роберт Керр, 2-й граф Лотиан (англ. Robert Kerr, 2nd Earl of Lothian; Шотландия — 6 марта 1624, Мидлотиан) — шотландский дворянин.

## Биография
Старший из трёх сыновей Марка Керра, 1-го графа Лотиана (ок. 1553—1609), которому был присвоен новый титул в 1606 году . у него было три младших брата: Уильям, Марки и Джеймс, а также несколько сестер. В 1606 году он стал мастером запросов. Когда его отец, 1-й граф Лотиан, умер в 1609 году, Роберт сменил его на посту 2-го графа Лотиана. В хвалебном стихотворении Уильяма Дугласа из Тофтса упоминается, что граф путешествовал по большей части Европы, где изучал математику и астрологию.

## Семья
В мае 1611 года Роберт Керр женился на леди Аннабелле Кэмпбелл (? — 1652), дочери Арчибальда Кэмпбелла, 7-го графа Аргайла, и леди Агнес Дуглас. У них родились две дочери, Энн и Джоанна. Его жена умерла в 1652 году. Его старшая дочь Энн Керр (? — 1657) в декабре 1630 года вышла замуж за своего родственника, сэра Уильяма Керра из Анкрама (ок. 1605—1675), для которого 31 октября 1631 года был создан новый титул графа Лотиана.

## Самоубийство и преемственность
Роберт Керр покончил с собой 6 марта 1624 года . В ту субботу Роберт Керр отпустил от себя слуг и отправился один в комнату в аббатстве Ньюбаттл, сказав, что пишет свои письма и отчеты. Заперев дверь, он несколько раз ударил себя ножом и перерезал себе горло. В то время ходили слухи, что он был обременен долгами или что он консультировался с магами и ведьмами.
Он женился на Аннабелле, дочери Арчибальда, графа Аргайла. Поскольку у него не было наследников мужского пола, в 1621 году он получил хартию на свои земли и титулы, чтобы его старшая дочь, Энн Керр, могла стать его преемницей при условии, что она выйдет замуж за члена семьи Керр. Энн стала графиней Лотиан по собственному праву. Однако сэр Роберт Керр из Анкрама, по-видимому, получил контроль над владениями графа от короля Шотландии Якова VI Стюарта в 1625 году. Впоследствии графиня Энн Керр и сын сэра Роберта, сэр Уильям Керр, поженились, и 26 июля 1631 года сэр Уильям был должным образом сделан графом Лотианом. Уильяма Керра часто называют 3-м графом Лотианом или 1-м графом, рассматривая повторное присвоение титула как новое творение.